# ドバト (漫画家)
ドバト（1983年9月6日 - ）は、日本の成人向け漫画家。女性。

## 経歴
コミックエルオーを読んだことでエロ漫画家を志す。ゴージャス宝田の『キャノン先生トばしすぎ』、岡田コウ、師走の翁から強い影響を受けたと語っている。
三人以上によるエロシーンを描いた際は「二度と描きたくない」と語った。

## 評価
メランコリックなシチュエーションでの濃厚な描写に定評があり、成人向け漫画家として第一線で活躍し続けているとみなされている。
氷上絢一は、『少女とギャングと青い夜』について、先が見えなくて面白く、爽快なスペクタクルのようだが、作劇と密接に関連したエロシーンもたっぷりと描かれており、「ストーリーエロマンガ」の金字塔であると評した。

## 人物
趣味としてバーチャルYouTuberをやっている。
既婚で子供あり。

## 作品
- ロリビッチなう!!（2010年2月25日、オークス ISBN 978-4861058790）
- 純愛以上レイプ未満（2010年12月24日、オークス ISBN 978-4799000649）
- じゅうよん。（2012年5月18日、ヒット出版社 ISBN 978-4894655560）
- 少女とギャングと青い夜（2013年10月24日、ヒット出版社 ISBN 978-4894656086）
- 平成Jcin明治夜這い村（2017年9月28日、ヒット出版社 ISBN 978-4894657342）